# Płock Cover Festival
Płock Cover Festival – festiwal muzyczny, który odbywał się w latach 2005–2011 w Płocku. Organizatorami byli: Urząd Miasta Płocka oraz Agencja IDO (pomysłodawca festiwalu). Na imprezie tej występowały grupy wykonujące muzykę rockową oraz heavymetalową. Wstęp na festiwal był wolny, a odbywał się on na plaży miejskiej.

## Artyści
- 2011: Gamma Ray, Crystal Viper
- 2010: Edguy, In Extremo, Jelonek, Sirenia[1]
- 2009: Acid Drinkers, Blind Guardian, Hunter[2]
- 2008: Babsztyl, Robert Janowski, Siwy Dym, Therion[3]
- 2007: Maciej Maleńczuk (Homo Twist), Princess, Sheryl Crow Tribute Band, Tim Beam, Uriah Heep, ZZ Top Revival[4]
- 2006: Acid Drinkers, Dean Bowman, Harlem, John Porter, Koberec Band, Slade[5]

Pogrubioną czcionką wyróżniono gwiazdy wieczoru.

## Płock Cover Festival 2011
Władze Płocka poinformowały, że Płock Cover Festival nie został dotąd uwzględniony w budżecie miasta. Powodem tego stanu rzeczy ma być zbyt niska frekwencja w roku poprzednim oraz zbyt wysoka cena organizacji. Los festiwalu nie został jeszcze rozstrzygnięty, organizator - Agencja IDO, planuje rozmowy z władzami miasta, rozważane są opcje tańsze oraz wprowadzenie biletów. Fani festiwalu nie pozostali bierni, po zapowiedzi władz miasta stworzyli na portalu Facebook profil, za pomocą którego protestują przeciwko likwidacji imprezy.